# Botryobasidium asperulum
Botryobasidium asperulum é uma espécie de fungo pertencente à família Botryobasidiaceae.